# Curimopsis magna
Curimopsis magna is een keversoort uit de familie pilkevers (Byrrhidae). De wetenschappelijke naam van de soort is voor het eerst geldig gepubliceerd in 1971 door Paulus.